# سحلية دودية ناحلة
سحلية دودية ناحلة (الاسم العلمي: Amphisbaena gracilis) هي نوع من الزواحف تتبع جنس السحلية الدودية من فصيلة السحالي الدودية.